# Sarà perché ti amo (film)
Sarà perché ti amo (De l'autre côté du lit) è un film del 2008 diretto da Pascale Pouzadoux, con la partecipazione dell'attore e regista francese Dany Boon nel ruolo di Hugo Marciac.

## Trama
Hugo e Ariane sono una coppia sposata da 10 anni che svolge sempre la solita routine. Un giorno, per smuovere un po' la loro vita monotona, decidono di scambiarsi i lavori: così Ariane si ritrova alla testa di una società di noleggio di materiale da cantiere mentre Hugo diventa venditore di gioielli a domicilio.

## Curiosità
Questo film non ha nessun legame con il film spagnolo L'altro lato del letto (El otro lado de la cama), traducibile in francese L'autre côté du lit.